# Folcoldusheuvel
De Folcoldusheuvel, ook wel De Pol, is een deels kunstmatige heuvel in de gemeente Utrechtse Heuvelrug in de Nederlandse provincie Utrecht. De heuvel ligt ten zuiden van Maarsbergen, ten westen van Valkenheide, ten noordwesten van Leersum en ten oosten van Doorn. Zo'n 250 meter oostelijker ligt de N226 die door de Darthuizerpoort loopt. De heuvel maakt deel uit van de stuwwal Utrechtse Heuvelrug. Zuidelijker ligt de Darthuizerberg en in het westen de Ruiterberg en de Doornse Kaap. 
De heuvel is ruim 38 meter hoog en is onderdeel van de historische parkaanleg horende bij Huis Maarsbergen. De Kooisteeg is gericht op de top van deze heuvel. De grafheuvel op de top is een rijksmonument.

## Geschiedenis
De heuvel is vernoemd naar ridder Folcoldus (ook: Fulco van Berne) welke in 1134 zijn goederen in Meerseberg aan de abdij te Berne bij Heusden schonk. Van oorsprong is het waarschijnlijk een vroeg-middeleeuwse tafelberg geweest, mogelijk op basis van een al bestaande natuurlijke verhoging.
Het behoort tot Huis Maarsbergen dat zo'n 400 meter ten noorden van de top van de heuvel gelegen is. Op een in 1797 gepubliceerde kaart van de provincie Utrecht van de hand van Jacobus Kok en J.C. de Roeder wordt een ringvormige structuur aangegeven bij 'Meersbergen abdy', waarmee Huize Maarsbergen wordt bedoeld. De ringvormige structuur is de markante Folcoldusheuvel die als natuurlijke verhoging door de ontbossing opviel. In oude aktes wordt een veelhoekig bouwwerk aangeduid als 'Polhuijsje'.
Tussen 1903 en 1910 is er op de top van de Folcoldusheuvel een grafheuvel opgeworpen, waarin het graf van de familie Godin de Beaufort is ondergebracht. Verder zijn er drie grafstenen en een houten kruis geplaatst. Om het geheel staat een gietijzeren hek uit de vroege twintigste eeuw.
Sinds het einde van de 19e eeuw is de heuvel door toenemende herbebossingen steeds slechter zichtbaar geworden.

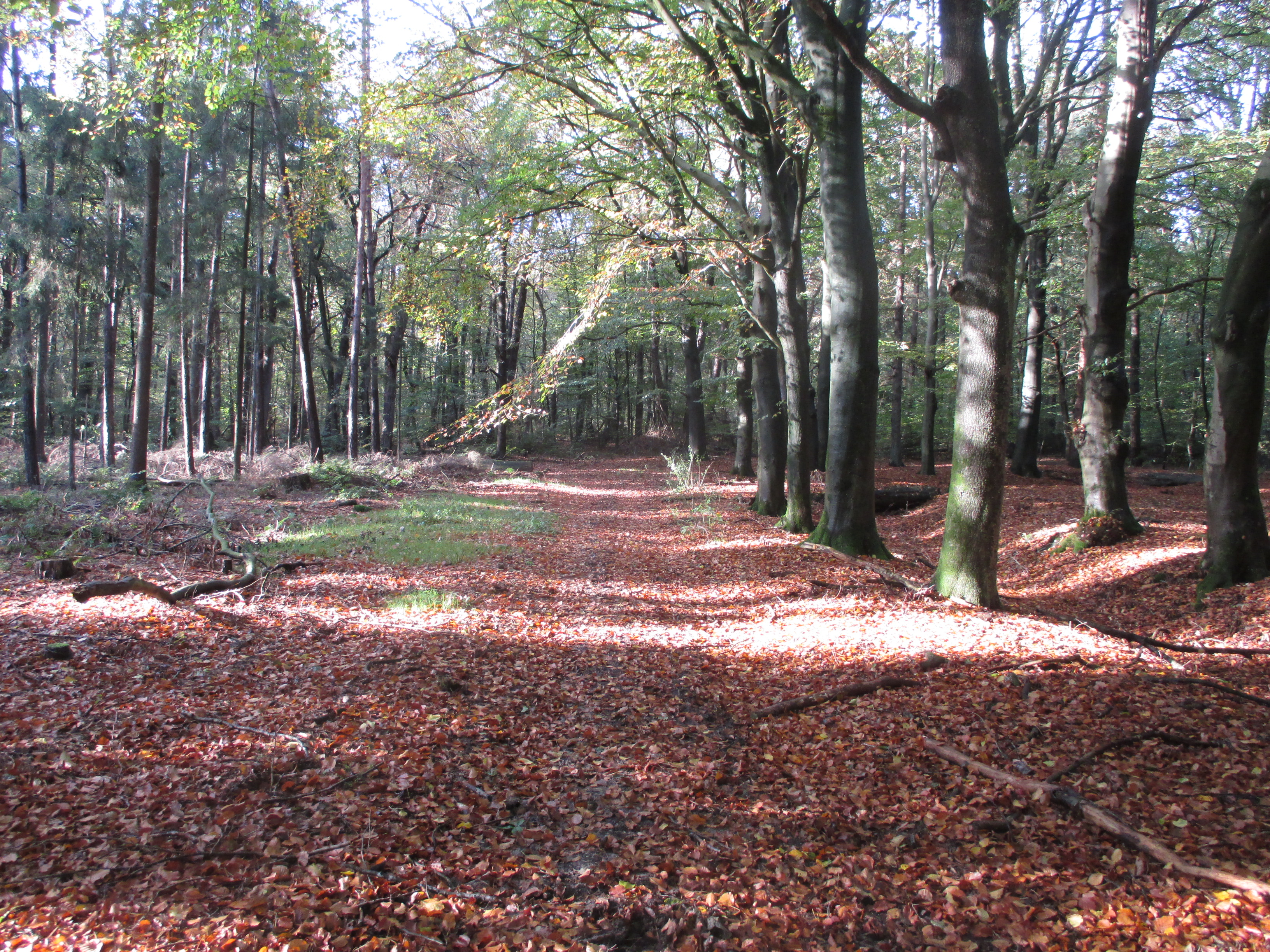
Pad richting Folcoldusheuvel (Zuidzijde)
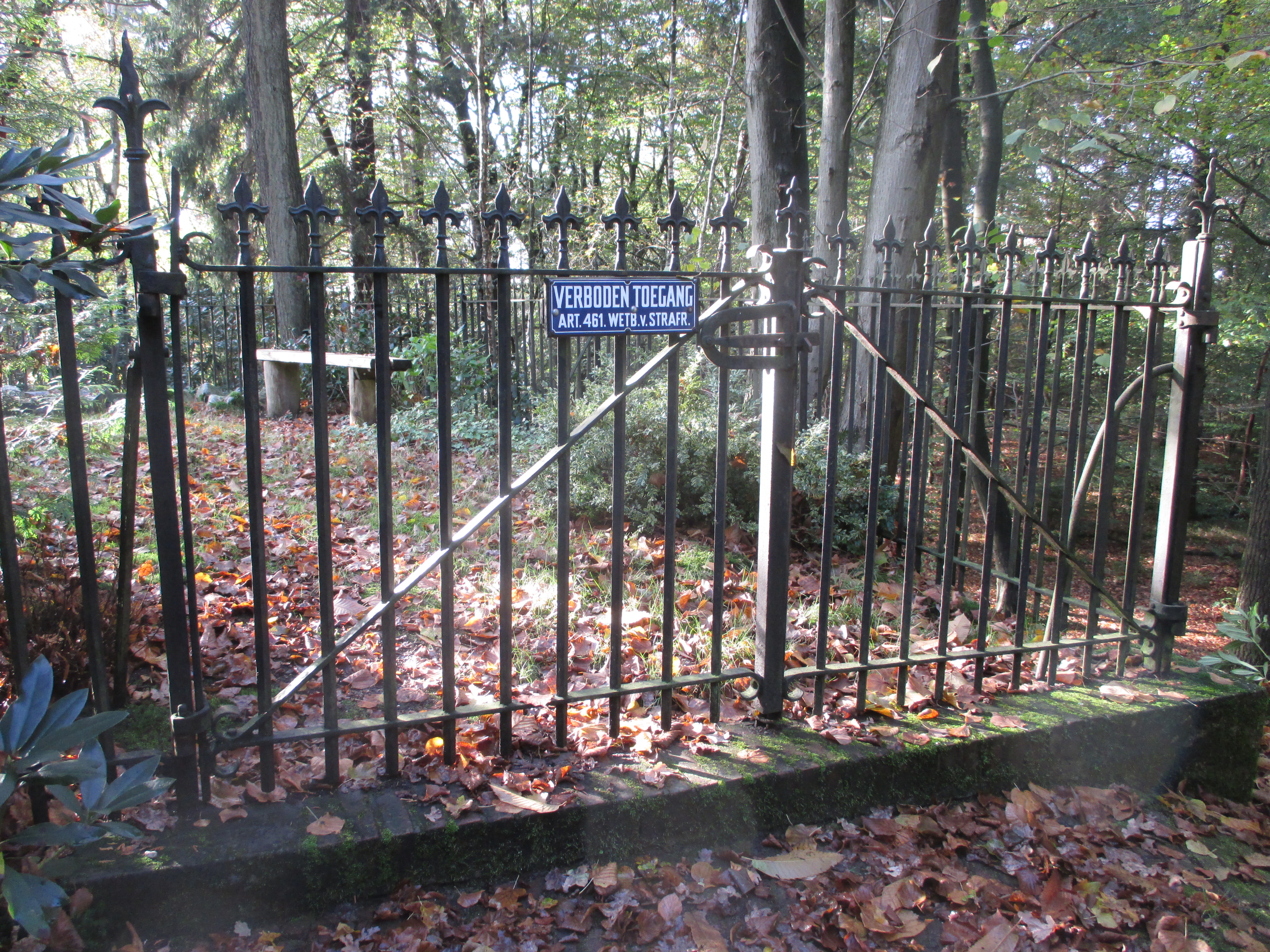
Toegangshek begraafplaats op heuveltop